# المدينة الرياضية برادس

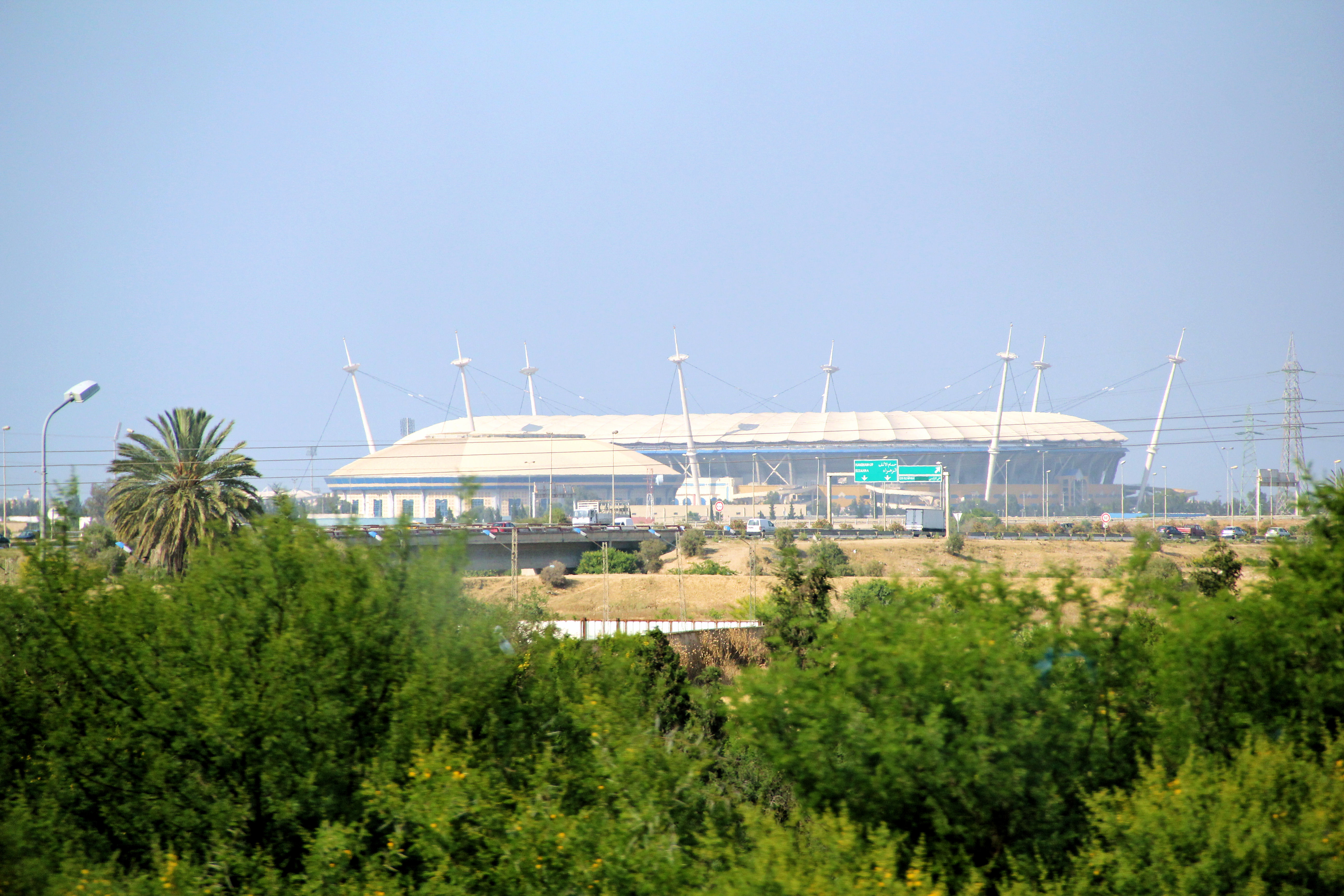
منظر عام للمدينة الرياضية برادس

المدينة الرياضية برادس هي مدينة رياضية وطنية تأسست سنة 2001 بهدف احتضان دورة ألعاب البحر الأبيض المتوسط 2001. تضم المدينة عدة مرافق رياضية الأفضل على المستوى الوطني أهمها الملعب الأولمبي برادس وهو أكبر ملعب كرة قدم في تونس وسعته 60 ألف متفرج إفتتح في يوليو 2001.

## المواصفات
| المنشـآت                         | المســاحة | عدد المقــاعد | الإفتتاح |
| -------------------------------- | --------- | ------------- | -------- |
| الملعب الأولمبي برادس            | 11 هكتار  | 60000         | 2001     |
| القاعة متعددة الاختصاصات برادس   | 3 هكتارات | 17000         | 2005     |
| الملعب الوطني لألعاب القوى برادس | 4 هكتارات | 5000          | 2001     |
| المسبح الأولمبي برادس            | 2 هكتارات | 600           | 2001     |

## المنشآة الرياضية
| الملعب الأولمبي برادس          | رادسالمدينة الرياضية برادس (Tunis) | الملعب الوطني لألعاب القوى برادس |
| السعة: 60.000                  | رادسالمدينة الرياضية برادس (Tunis) | السعة: 5.000                     |
|                                | رادسالمدينة الرياضية برادس (Tunis) |                                  |
| القاعة متعددة الاختصاصات برادس | رادسالمدينة الرياضية برادس (Tunis) | المسبح الأولمبي برادس            |
| السعة: 17.000                  | رادسالمدينة الرياضية برادس (Tunis) | السعة: 600                       |
|                                | رادسالمدينة الرياضية برادس (Tunis) |                                  |

## الملعب الأولمبي برادس

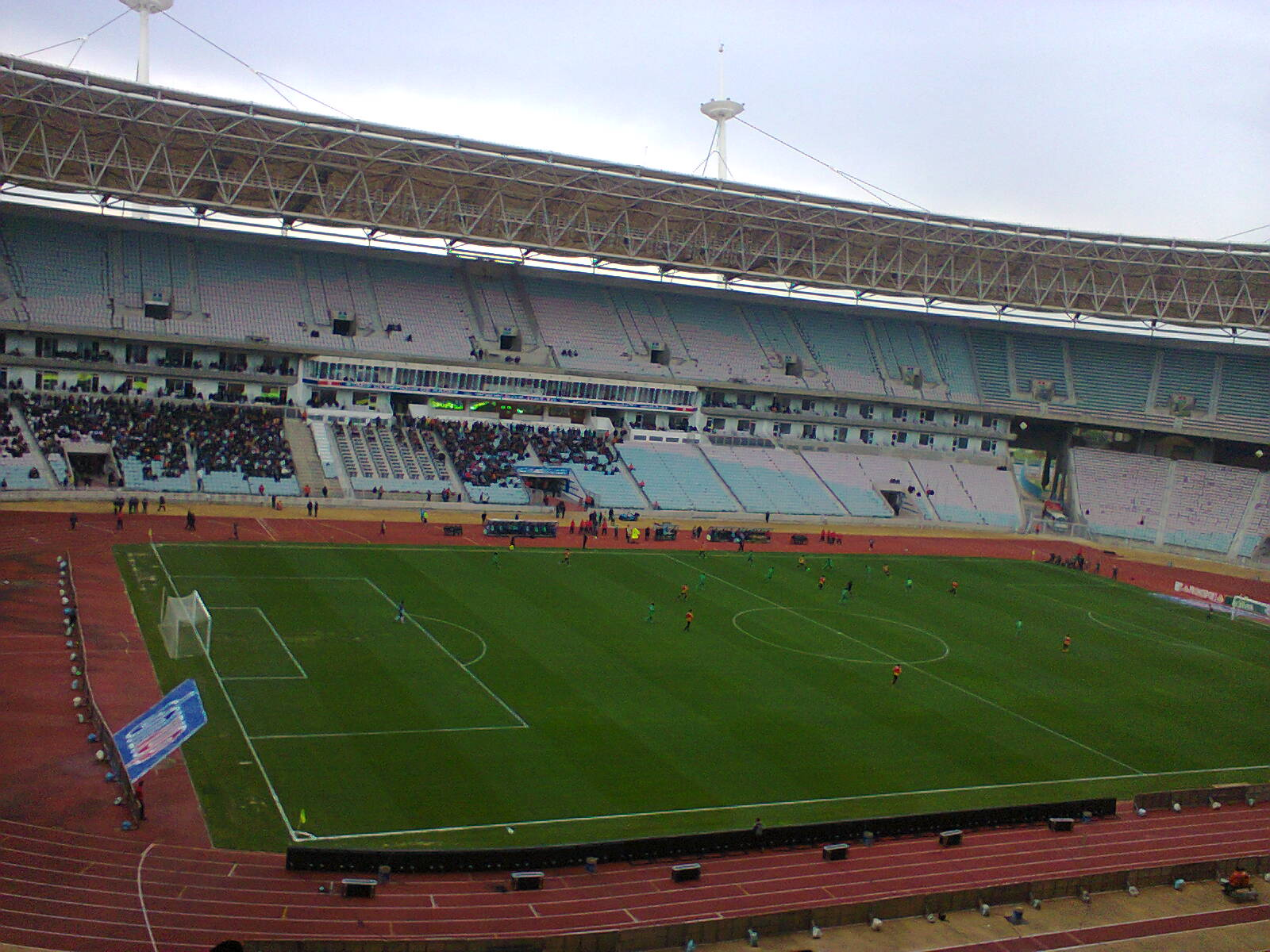
منظر داخلي للملعب

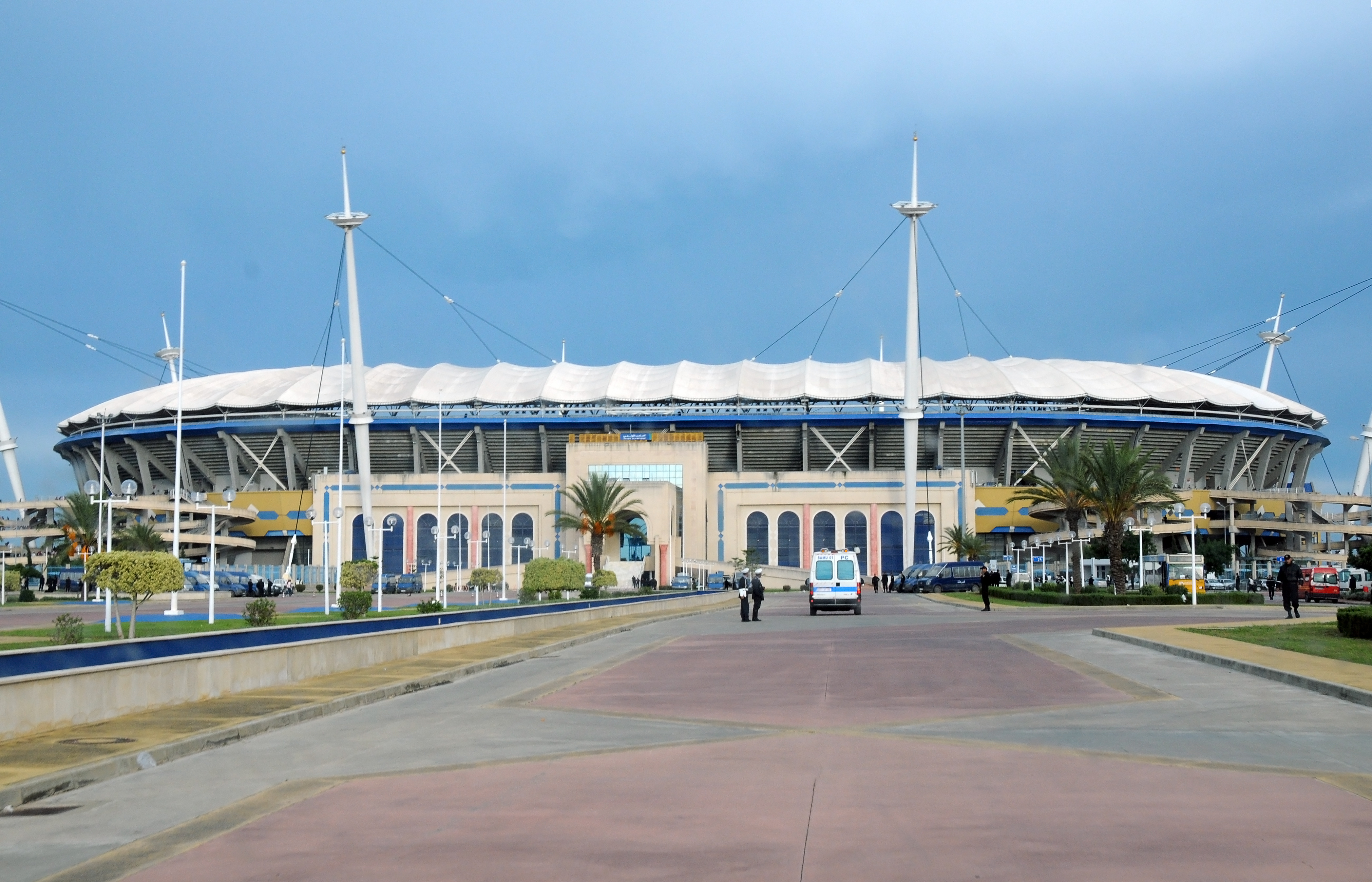
منظر خارجي للملعب

الملعب الأولمبي برادس هو ملعب وطني رياضي متعدد الاختصاصات يقع بالحي الأولمبي برادس بالضاحية الجنوبية لمدينة تونس. تم تم إنشاؤه عام 2001 لاحتضان الألعاب المتوسطية 2001. تتسع مدارجه المغطاة لـ 60.000 متفرج، وهو يمسح 13.000 م2، وهو يضم ميدانًا رئيسيًا و3 ملاعب فرعية وقاعتي إحماء وسبّورتين لامعتين ومنصة شرفية تتسع لـ 7.000 متفرج ومنصة صحفية بها 300 مكتب. تم تدشينه في جويلية 2001 باحتضان نهائي كأس تونس لكرة القدم بين النادي الرياضي لحمام الأنف والنجم الرياضي الساحلي (1-0). يلعب فيه النادي الإفريقي والترجي الرياضي التونسي أهم مبارياتهما من الرابطة التونسية المحترفة لكرة القدم، وهو أيضا الملعب الرسمي لمنتخب تونس لكرة القدم منذ عام 2001. احتضن الملعب الأولمبي برادس مباريات من كأس الأمم الأفريقية 2004 التي تحصل عليها منتخب تونس لكرة القدم. حمل الملعب اسم ملعب السابع من نوفمبر برادس نسبة إلى تاريخ تولي الرئيس التونسي زين العابدين بن علي الحكم سنة 1987، ثم أصبح الملعب الأولمبي برادس إثر الثورة التونسية التي انهت حكم بن علي عام 2011.

## القاعة متعددة الاختصاصات برادس

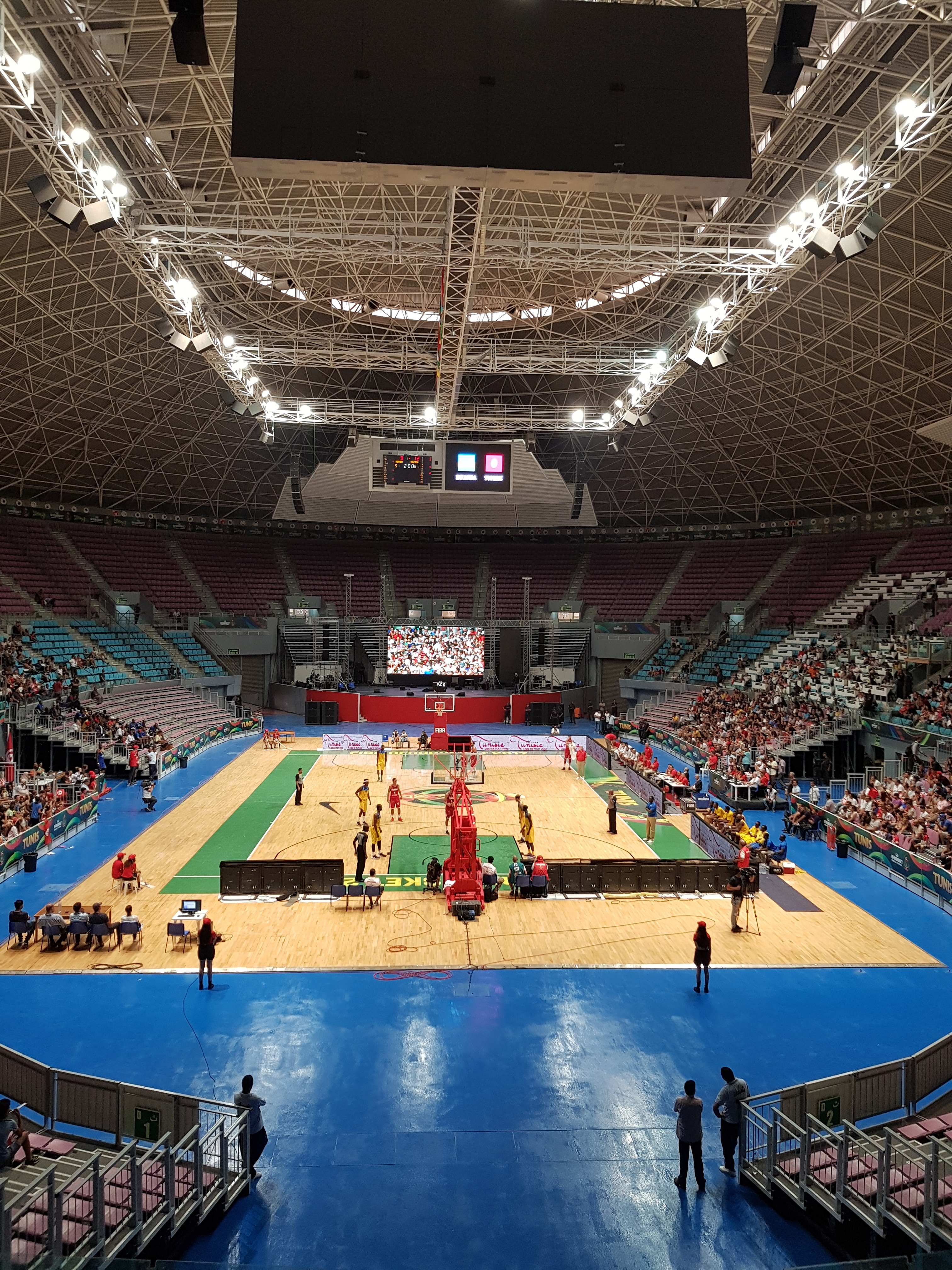
منظر داخلي للقاعة

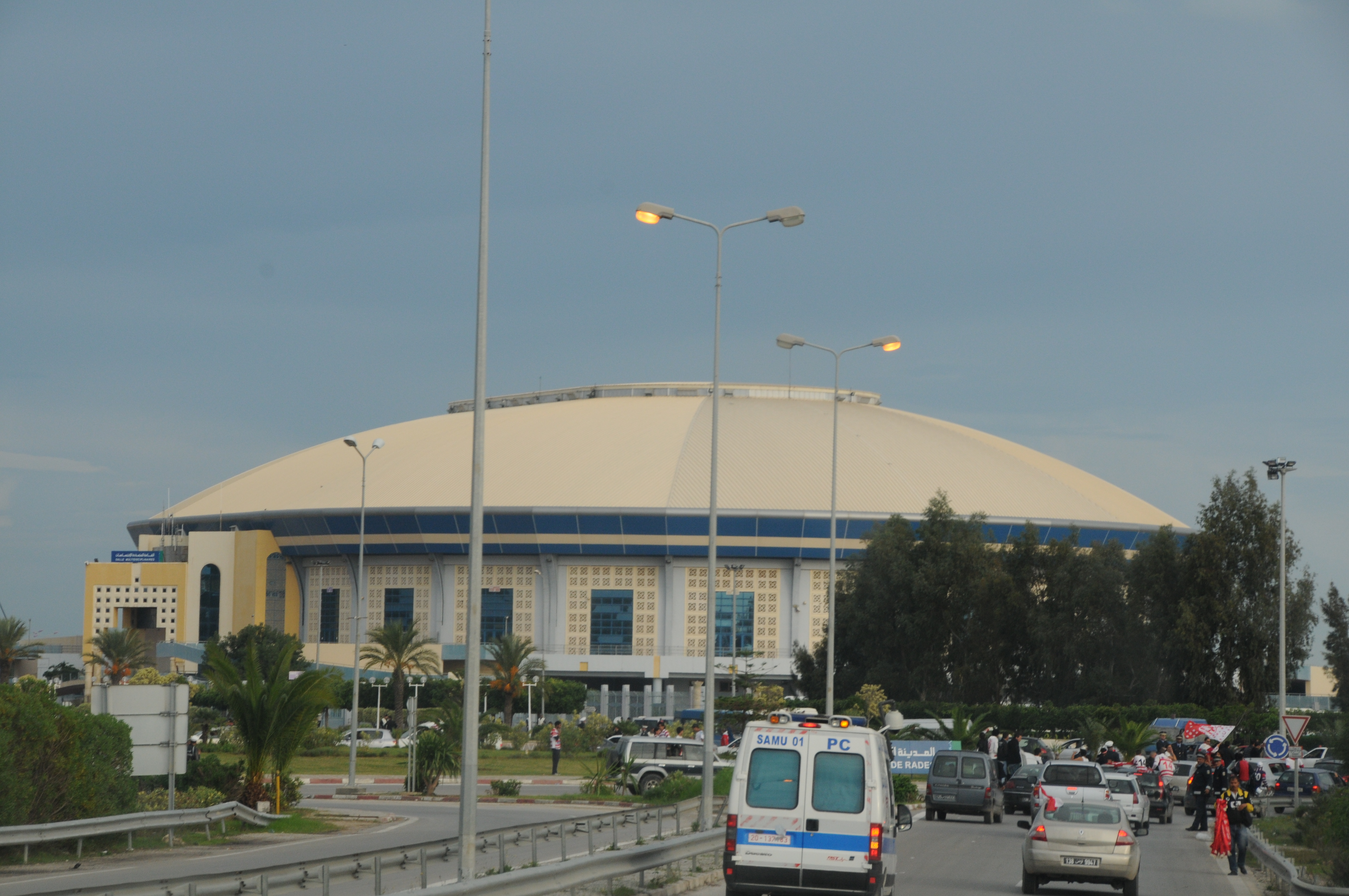
منظر خارجي للقاعة

القاعة متعددة الاختصاصات برادس أو القاعة الرياضية برادس (بالفرنسية: Salle Omnisport de Rades)‏ وسابقا قصر الرياضة 7 نوفمبر هي قاعة رياضية تونسية تقع في مدينة رادس في ضواحي تونس العاصمة. تقع القاعة في قلب المدينة الرياضية برادس، وكذلك بجانب الملعب الأولمبي برادس. تم إنشاء القاعة بمناسبة بطولة العالم لكرة اليد للرجال 2005 المقامة في تونس ويتسع أنذاك ل000 14 شخص. استضافت أيضا بطولة أفريقيا لكرة اليد للرجال في 2006، وكذلك يستقبل سنويا نهائي كأس تونس لكرة اليد.
في 2014 شهدت أشغال توسعة وتم افتتاحه ثانية في يوليو 2015 بطاقة استيعاب 000 17 وفي أغسطس 2015 استقبلت بطولة أمم أفريقيا لكرة السلة 2015. قبل الثورة التونسية، استقبلت القاعة اجتماعات حزب التجمع الدستوري الديمقراطي الحاكم والذي يرأسه الرئيس زين العابدين بن علي، ولذلك كانت تسمى قصر الرياضة 7 نوفمبر، وذلك في إشارة إلى إنقلاب 7 نوفمبر 1987 الذي وصل به بن علي للحكم. ولكن بعد الثورة التونسية، أصبح إسمها القاعة متعددة الاختصاصات برادس.

## الملعب الوطني لألعاب القوى برادس

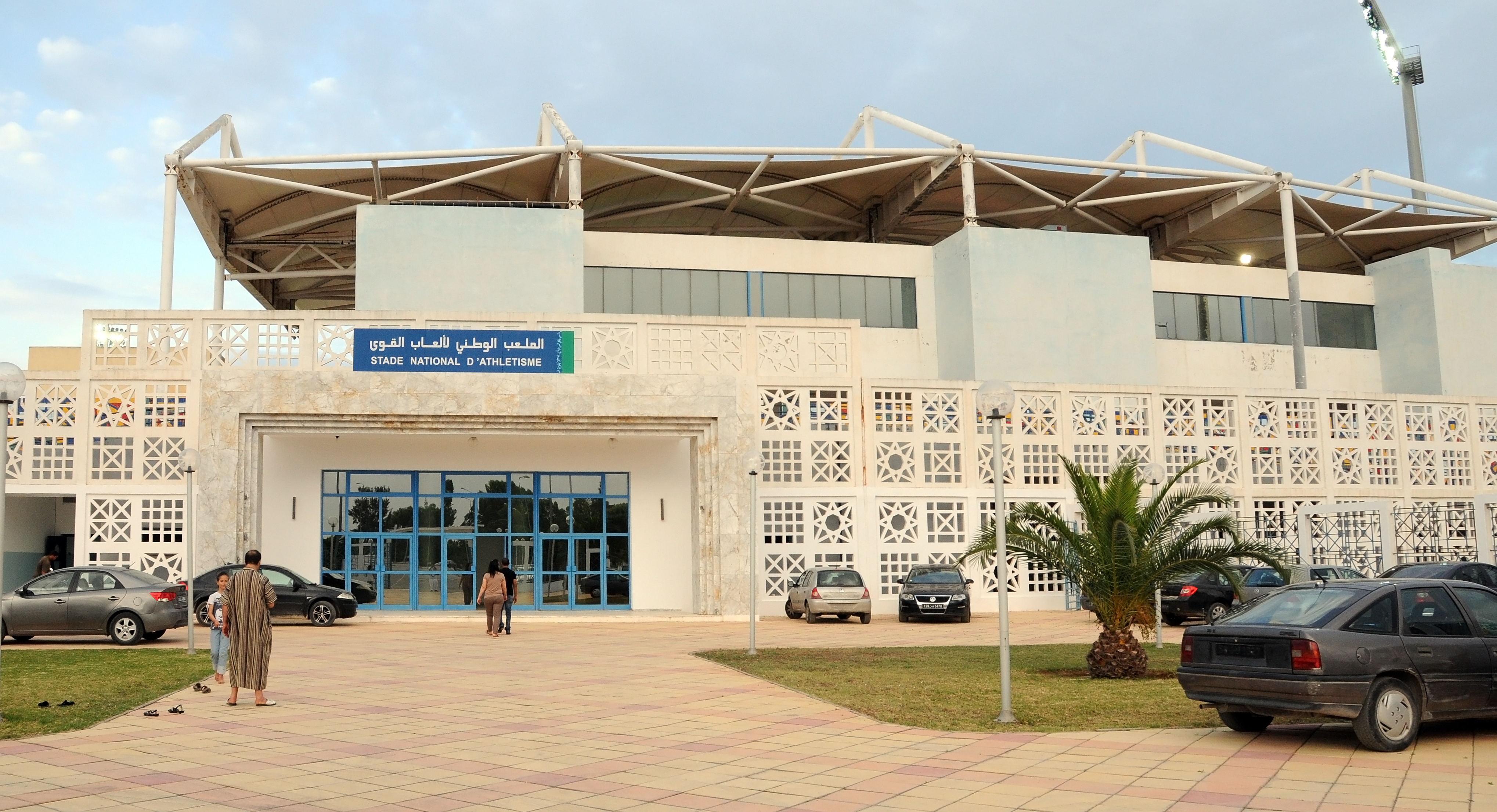
منظر خارجي للملعب

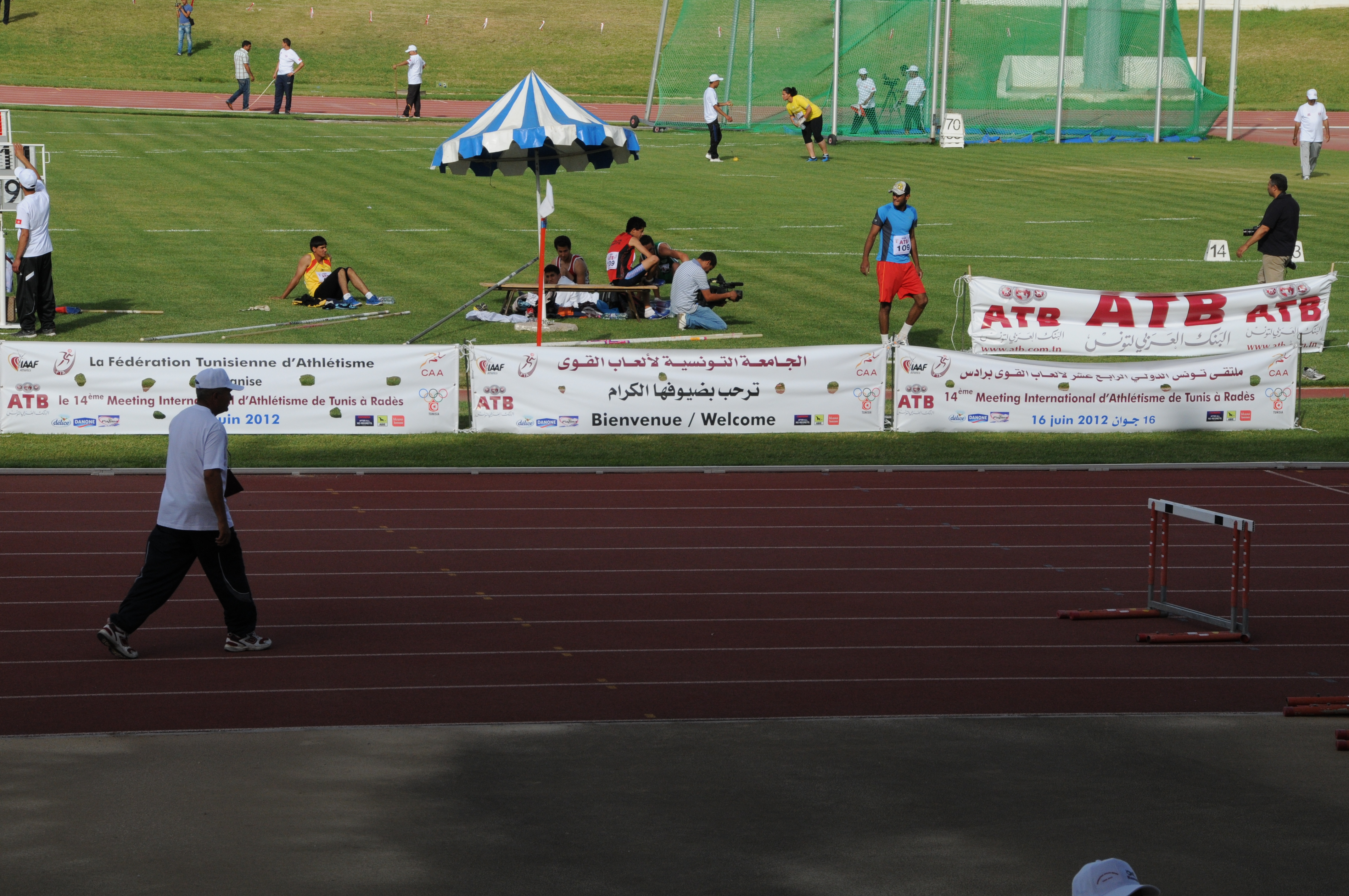
منظر داخلي للملعب

الملعب الوطني لألعاب القوى برادس هو ملعب يوجد بقلب المدينة الرياضية برادس استضاف العديد من المسابقات الإقليمية والقارية كدورة ألعاب المتوسط 2001 البطولة العربية لألعاب القوى والعديد من دورات الألعاب الأفريقية هو أيضا مركز تدريب منتخب تونس لكرة القدم والعشرات من الأولمبيين التونسيين الذي تكونوا على أرضية ميدانه به مدرجات تتسع لنحو 5000 متفرج.
- الاختصاص: ألعاب القوى
- نوعية الأرضية: عشب طبيعي
- حالة الأرضية: حسنة
- توفر المدارج وطاقة استيعابها 5000

## المسبح الأولمبي برادس

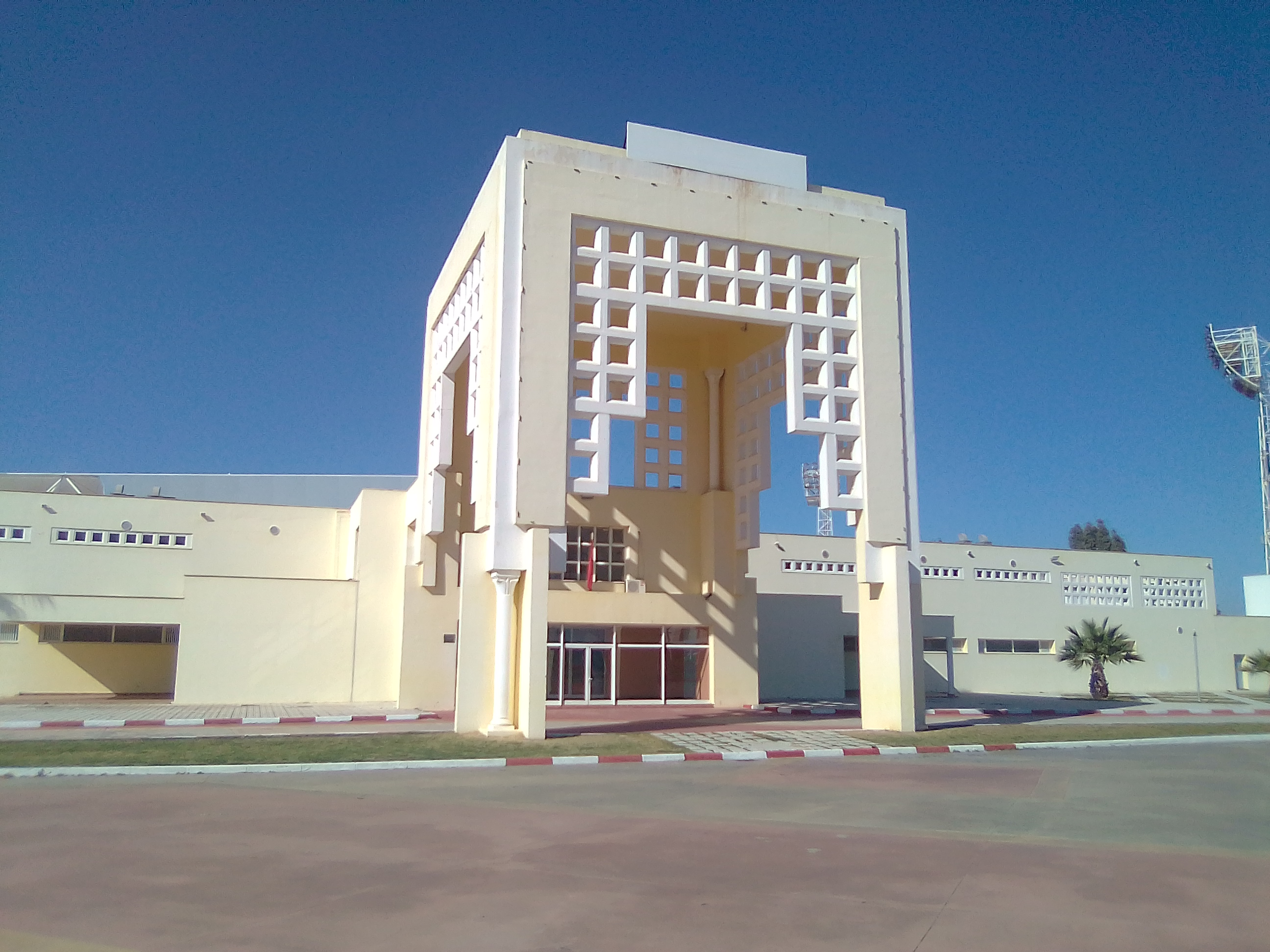
مظهر خارجي

المسبح الأولمبي برادس (بالفرنسية:picine olympique de rades) هو مسبح أولمبي متعدد ورياضي تم إنشائه سنة 2001 لإستضافة دورة ألعاب البحر الأبيض المتوسط 2001 يقع أمام الملعب الأولمبي برادس يوجد مسبح مغطى وآخر غير مغطى.
| المنشـآت                               | المســاحة | عدد المقــاعد | تاريخ التدشين |
| -------------------------------------- | --------- | ------------- | ------------- |
| مسبح (25 x 50م ) مغطى مسبح (25 x 50م ) | 2هــ      | 600 600       | جويلية 2001   |

## الملاعب الفرعية
هي 3 ميادين كرة قدم واحد معشب واثنان بعشب صناعي تحتضن تدريبات كل من منتخب تونس لكرة القدم و النادي الإفريقي
المكونات
- الاختصاص: كرة قدم
- نوعية الأرضية: عشب طبيعي
- حالة الأرضية: حسنة
- لا توفر المدارج
- توفر الإنارة: للتمارين
- وجود سياج داخلي
- وجود مضمار لألعاب القوى: اصطناعي

## الأحداث الرياضية
- ألعاب البحر الأبيض المتوسط 2001
- كأس الأمم الأفريقية 2004
- بطولة العالم لكرة اليد للرجال 2005
- بطولة أفريقيا لكرة اليد للرجال 2006
- بطولة أفريقيا لكرة اليد للسيدات 2006
- بطولة أمم أفريقيا لكرة السلة 2015
- بطولة أمم أفريقيا لكرة السلة 2017
- كأس الأندية الأفريقية البطلة لكرة السلة 2017
- بطولة أفريقيا لكرة اليد للرجال 2020